# ГЕС Гояк
ГЕС Гояк — гідроелектростанція в Хорватії на півночі Далмації.
Ресурс для роботи станції постачається із карстової долини Огулінско поле. Її дренують річки Горня Добра (верхня течія Добри, правої притоки Купи) та Загорська Мрежниця (притока Горньої Добри, яка впадає в неї під землею після виходу з Огулінского поля). Для роботи ГЕС на них спорудили греблі Буковник (бетонна) та Sabljaki (земляна). Далі через тунель довжиною 9,4 км здійснюється подача води на схід, до машинного залу в долині річки Добра, невдовзі після її виходу з-під землі.
Машинний зал обладнаний трьома турбінами типу Френсіс. При введенні станції в експлуатацію у 1959 році їхня загальна потужність становила 48 МВт, проте після проведеної у середині 2000-х років модернізації зросла до 55,5 МВт. Описана вище схема забезпечує роботу з напором у 118 метрів. На початку 2010-х років виробництво електроенергії на ГЕС Гояк коливалось від 126 до 316 млн кВт·год.